# William E. Ladd

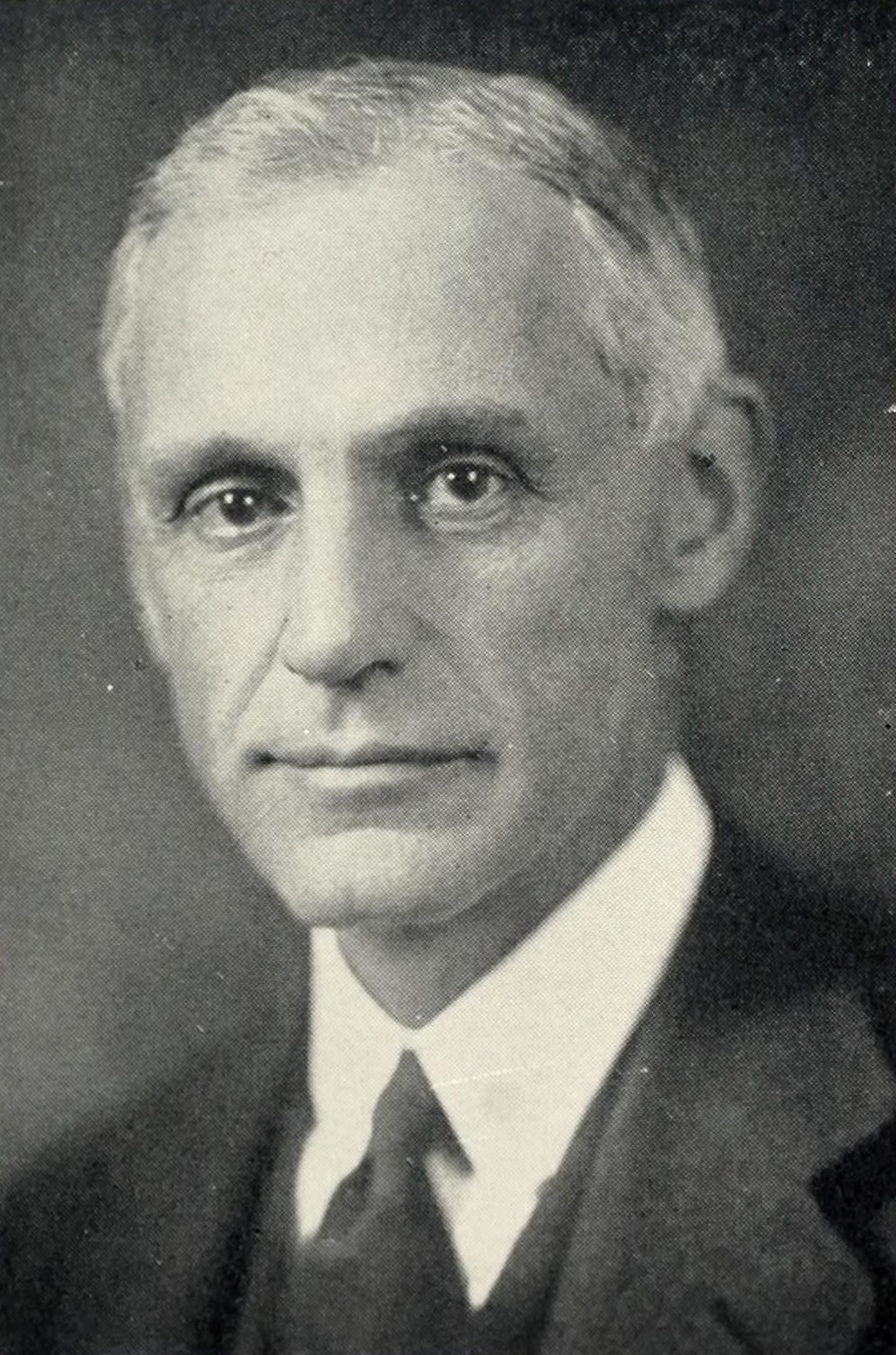

William Edwards Ladd (* 8. September 1880 in Milton (Massachusetts); † 15. April 1967) war ein US-amerikanischer Chirurg, der als Pionier in der pädiatrischen Chirurgie gilt.

## Leben
Ladd ging in Boston zur Schule und studierte an der Harvard University mit dem Bachelorabschluss 1902 und dem M.-D.-Abschluss an der Harvard Medical School 1906. Danach war er Assistant Visiting Surgeon an verschiedenen Krankenhäusern in Boston – unter anderem dem Boston Children’s Hospital –, bevor er 1912 Assistant in Surgery an der Harvard Medical School wurde. Zu einem einschneidenden Erlebnis wurde für ihn die Halifax-Explosion 1917. Mit anderen Ärzten und Chirurgen von Harvard errichtete er dort ein Nothospital und behandelte auch hunderte von Kindern, die teilweise schwere Schnittverletzungen und Verbrennungen im Gesicht erlitten, als sie das brennende Schiff vor der Explosion durch Fensterscheiben beobachteten. Ladd beschloss sich danach der Kinderchirurgie zu widmen. 1927 wurde er Chefchirurg am Boston Children’s Hospital. 1945 ging er in den Ruhestand. Sein Nachfolger wurde (gegen seinen Willen) Robert E. Gross, der zwar ursprünglich sein Protegé war und mit dem er eines der ersten Lehrbücher über Kinderchirurgie schrieb, dem er aber Eigenmächtigkeiten nicht verzeihen konnte.
Das Ladd-Syndrom ist nach ihm benannt, ein angeborener Volvulus und äußere Obstruktion des Dünndarms. Die Bezeichnung ist ungebräuchlich und nicht mit dem LADD-Syndrom zu verwechseln.
Er entwickelte in den 1930er Jahren ein chirurgisches Verfahren für Malrotation (hier sind die Ladd-Prozedur und die Ladd-Bänder nach ihm benannt).
Auf ihn zusammen mit Robert Gross bezieht sich die Bezeichnung „Ladd-Gross-Syndrom“ (oder „Gross-Ladd-Syndrom“) für das Gallenpfropfsyndrom.

## Schriften
- mit Robert E. Gross Abdominal Surgery of Infancy and Childhood. Saunders, 1941
- Congenital Obstruction of the Duodenum in Children. In: New England Journal of Medicine, Band 206, 1932, S. 277–280
- H. M. Bill William E. Ladd, M.D.: great pioneer of North American pediatric surgery. In: Progress Pediatric Surgery, Band 20, 1986, S. 52, PMID 3095882